# Calathotarsus simoni
Calathotarsus simoni är en spindelart som beskrevs av Rita Delia Schiapelli och Gerschman 1975. Calathotarsus simoni ingår i släktet Calathotarsus och familjen Migidae. Inga underarter finns listade.